# Wilhelm von Freytag
Heinrich Wilhelm von Freytag (Estorf, 17 marzo 1720 – Hannover, 2 gennaio 1798) è stato un generale prussiano, feldmaresciallo dell'Elettorato di Hannover.

## Carriera
Ufficiale in servizio nelle truppe dell'Hannover, Heinrich Wilhelm von Freytag salì alla ribalta durante la guerra dei sette anni, organizzando e comandando un corpo di fanteria leggera, la Freytag Jägers. Durante la battaglia di Bergen del 13 aprile 1759 ottenne il comando di 9 compagnie di Jägers e 2 squadroni di ussari prussiani.
Promosso fedlmaresciallo nel 1792, gli fu quindi conferito l'incarico di mobilitare e comandare un contingente dell'Elettorato di Hannover di 3.873 uomini in forza al Sacro Romano Impero. Questa forza fu successivamente inclusa nella mobilitazione generale dell'armata alleata alla fine del 1792, durante la guerra della Prima coalizione. Freytag avrebbe comandato le truppe di Hannover e circa 13/15.000 uomini dei corpi austro-hannoveriani messi a disposizione del duca di York nella campagna delle Fiandre del 1793, entrando in azione a Rume (St. Amand) il 1º maggio, nella battaglia di Raismes l'8, nella battaglia di Famars il 23, prendendo parte all'assedio di Valenciennes dal 13 giugno al 28 luglio e all'assalto al Camp de César tra il 7 e l'8 agosto. Durante l'assedio di Dunkerque Fretayg comandava la colonna che copriva l'ala sinistra coalizzata. Il 6 settembre fu respinto dall'attacco dell'Armata del Nord francese sotto Jean Nicolas Houchard, durante la battaglia di Hondschoote. In questa occasione venne ferito e catturato, ma salvato il giorno successivo dall'intervento del generale Wallmoden. Si congedò dall'incarico poco dopo a causa di dissapori con il duca di York e venne sostituito dallo stesso Wallmoden.
Freytag morì il 2 gennaio 1798 ad Hannover.